# Royaume de Tahiti
1788–1880
Entités précédentes :
- Plusieurs chefferies

Entités suivantes :
- Établissements français de l'Océanie

Le royaume de Tahiti est un ancien État polynésien ayant existé de 1788 à 1880.
Fondé par Pōmare Ier, avec l'aide des Anglais, il réunit les différentes chefferies de l'île sous sa couronne, dont les plus puissantes, ainsi que les îles de Moorea,Tetiaroa et Mehetia. À son apogée, le royaume inclut Tubuai, Raivavae et de nombreuses autres îles de la Polynésie orientale. L'influence grandissante des missionnaires britanniques amène à la conversion du roi Pōmare II en 1819. Celui-ci, après avoir battu une coalition de chefs locaux à la bataille de Fe’i Pī en 1815, convertit l'ensemble de l'île au christianisme.
Le royaume est l'un des nombreux États indépendants en Océanie, aux côtés du royaume de Ra'iatea, de Bora Bora, de Hawai'i, de Tonga et bien d'autres au XIXe siècle. Il devient par la suite un protectorat français en 1842, sous le règne de Pōmare IV et est légué à la France par Pōmare V en 1880, devant la pression des chefs locaux, favorables à l'annexion. La monarchie est abolie et les territoires sont intégrés dans les Établissements français d'Océanie (EFO).

## Contexte de la création du royaume

### Mutinés du Bounty

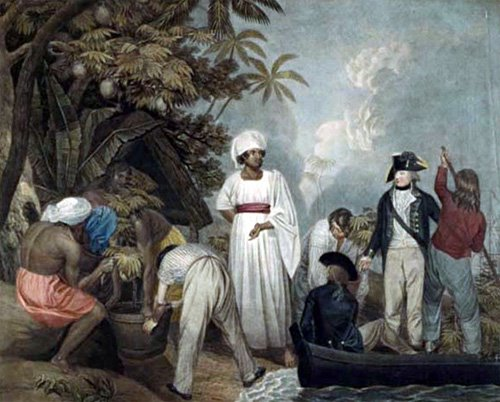
Bligh transplantant des arbres à pain.

Le 26 octobre 1788, le Bounty, dirigé par le capitaine William Bligh, débarque à Tahiti avec pour mission de rapporter des arbres à pains tahitiens ('Uru) aux Caraïbes. Sir Joseph Banks, le botaniste de la première expédition de Cook, estime en effet que cette plante serait idéale pour nourrir à moindre coût les esclaves africains travaillant dans les plantations des Caraïbes. L’équipage reste à Tahiti environ cinq mois, le temps de transplanter les pousses d’arbres. Trois semaines après le départ de Tahiti, le 28 avril 1789, l’équipage se mutine sur l’initiative de Christian Fletcher. Les mutinés s’emparent du navire et débarquent sur une chaloupe le capitaine et les membres d’équipage qui lui sont restés fidèles. Une partie des mutinés revient alors s’installer à Tahiti.
Alors que les explorateurs ont refusé de prendre part aux conflits tribaux, les mutinés du Bounty offrent leurs services de mercenaires et fournissent des armes à la famille qui deviendra la dynastie Pōmare. L’ambitieux chef (ariʻi) Tū (Tarahoi Vairaʻatoa) sait en effet tirer parti de son alliance avec les mutinés, qui lui permet d’accroître considérablement sa suprématie sur l’île de Tahiti.
Vers 1790, le chef Tū prend le titre de roi et se donne le nom de Pōmare. Le capitaine Bligh expliquera que ce nom était un hommage à sa fille aînée, morte de tuberculose, une « maladie qui la faisait beaucoup tousser (mare), surtout la nuit (pō) ».
En 1791, le capitaine Bligh revient à Tahiti à bord du HMS Providence (1791) dans le but de retrouver les mutins. La plupart de ceux-ci se sont installés à Oeno l’année précédente, mais le nouveau roi Pōmare Ier lui en livre quelques-uns restés à Tahiti. Bligh recueille aussi une partie des marins naufragés du Matilda. Le départ du capitaine Bligh marque la fin de l’aventure des mutinés du Bounty sur l’île de Tahiti, mais leur présence aura marqué durablement l’histoire tahitienne.

### Escales des baleiniers
Dans les années 1790, des baleiniers commencent à faire escale à Tahiti lors de leurs campagnes de pêche dans l’hémisphère Sud. L’arrivée de ces baleiniers, rejoints ensuite par des négociants originaires des colonies pénitentiaires d’Australie, marque le premier bouleversement majeur de la société traditionnelle tahitienne. Peter Hagerstein, un marin déserteur du HMS Daedalus (1780) (en), fut engagé par Pōmare Ier comme son interprète officiel à la cour.
Les équipages introduisent l’alcool, les armes et les maladies dans l’île, et encouragent la prostitution et la création de distilleries. Ces premiers échanges avec les Occidentaux ont des conséquences catastrophiques sur la population tahitienne, qui décroît rapidement, ravagée par les maladies.

## Influence britannique

### Arrivée des missionnaires
Le 5 mars 1797, des missionnaires de la London Missionary Society débarquent à la pointe Vénus (Mahina) à bord du Duff (en), avec pour ambition de sauver du paganisme les populations nouvellement découvertes par Cook. L’arrivée de ces missionnaires marque un nouveau tournant pour l’île de Tahiti, avec un impact désastreux et durable sur la culture locale.
Les premières années sont laborieuses pour les missionnaires, malgré leur association avec les Pōmare, dont ils connaissent l’importance grâce aux récits des précédents navigateurs. En 1803, à la mort de Pōmare Ier, son fils Vaira'atoa lui succède et prend le titre de Pōmare II . Il s’allie encore davantage avec les missionnaires, et dès 1803 ces derniers lui enseignent la lecture et les Évangiles. Les missionnaires encouragent par ailleurs sa volonté de conquête, afin de n’avoir à traiter qu’avec un seul interlocuteur politique et développer le christianisme dans un pays unifié. La conversion de Pōmare II au protestantisme en 1812 marque d’ailleurs le véritable départ de l’essor du protestantisme sur l’île.

### Conversion du roi Pōmare II
Vers 1810, Pōmare II épouse Teremo'emo'e fille du chef de Raiatea, pour s’allier aux chefferies des Iles sous le Vent. Le 12 novembre 1815, grâce à ces alliances, Pōmare II remporte une bataille décisive à Fe’i Pī (Punaauia), notamment contre Opuhara, le chef du puissant clan des Teva. Cette victoire permet à Pōmare II d’être reconnu Ari’i Rahi, c’est-à-dire roi de Tahiti. C’est la première fois que Tahiti est véritablement unifiée sous la domination d’une seule famille. C’est la fin de la féodalité tahitienne et de l’aristocratie militaire, remplacée par une monarchie absolue. Parallèlement, le protestantisme se propage rapidement grâce au soutien de Pōmare II, et remplace les croyances traditionnelles. Dès 1817, les Evangiles sont traduits en tahitien et enseignés dans les écoles religieuses. En 1818, le Pasteur Crook fonde la ville de Papeete, qui deviendra la capitale de l'île.

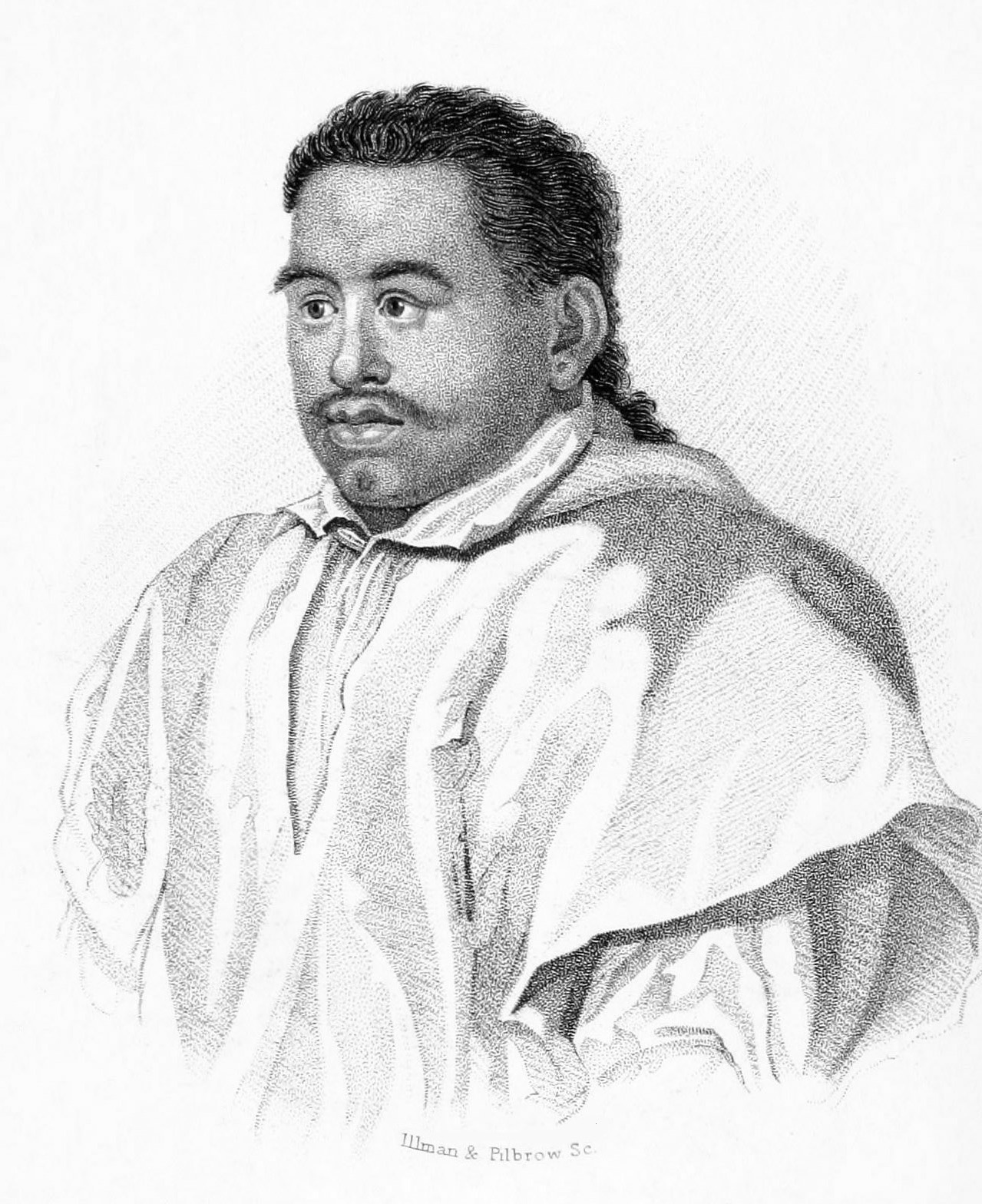
Le roi Pōmare II, qui fait du protestantisme la religion officielle du royaume.

En 1819, Pōmare II, sur l’initiative des missionnaires, instaure le premier code de lois tahitiennes, connu sous le nom de Code Pōmare. Les missionnaires et Pōmare II imposent ainsi l’interdiction de la nudité (obligation de porter des vêtements couvrant tout le corps), l’interdiction des danses et des chants, qualifiés d’impudiques, des tatouages et des parures de fleurs.
Dans les années 1820, l’ensemble des Tahitiens se convertit au protestantisme. Duperrey (1786-1865), qui accoste à Tahiti en mai 1823, témoigne de la transformation de la société tahitienne dans une lettre datée du 15 mai 1823 : « Les missionnaires de la Royal Society ont totalement changé les mœurs et les coutumes de ces habitants. L’idolâtrie n’existe plus parmi eux et ils professent généralement la religion chrétienne. Les femmes ne viennent plus à bord des bâtiments, elles sont même d’une réserve extrême lorsqu’on les rencontre à terre. (…) Les guerres sanglantes que ces peuples se livraient et les sacrifices humains n’ont plus lieu depuis 1816. » 
Lorsque le 7 décembre 1821 Pōmare II meurt, son fils Pōmare III n’a qu’un an. Son oncle et les religieux assurent alors la régence, jusqu’au 21 mai 1824, date à laquelle les missionnaires procèdent à son couronnement, cérémonie inédite à Tahiti. Profitant de la faiblesse des Pōmare, les chefs locaux récupèrent une partie de leur pouvoir et prennent le titre héréditaire de Tavana (issu de l’anglais governor). Les missionnaires en profitent aussi pour modifier l’organisation des pouvoirs, et rapprocher la monarchie royale tahitienne d’une monarchie constitutionnelle plus proche du modèle anglais. Ils créent ainsi l’assemblée législative tahitienne qui siège pour la première fois le 23 février 1824.
En 1827, le jeune Pōmare III meurt subitement, et c’est sa sœur, 'Aimata, âgée de 13 ans, qui prend le titre de Pōmare IV. Le pasteur George Pritchard (1796-1883), consul d’Angleterre devient son principal conseiller et tente de l’intéresser aux affaires du royaume. Mais l’autorité de la reine, bien moins charismatique que son père, est contestée par les chefs, qui ont reconquis une part importante de leurs prérogatives depuis la mort de Pōmare II. Le pouvoir des Pōmare est devenu plus symbolique que réel, et à plusieurs reprises la reine Pōmare, protestante et anglophile, demande en vain le protectorat de l’Angleterre.
En novembre 1835, Charles Darwin visite Tahiti, à bord du HMS Beagle (capitaine Robert FitzRoy). En 1842, l'Expédition Wilkes, United States Exploring Expedition visite la Polynésie ; Charles Wilkes, James Dwight Dana et Alfred Thomas Agate (en) fournissent des informations précieuses sur leurs observations.

## Arrivée des Français

### Protectorat français

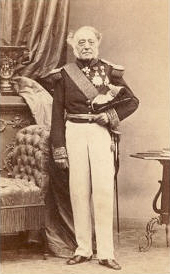
L'amiral Du Petit-Thouars

En 1836, le conseiller de la reine, le pasteur Pritchard fait expulser deux pères catholiques français, Caret et Laval. En réaction, la France envoie en 1838 l’amiral Abel Aubert Du Petit-Thouars pour obtenir réparation. Une fois sa mission accomplie, l’amiral Du Petit-Thouars se dirige vers les îles Marquises, qu’il annexe en 1842. En août 1842, l'amiral Du Petit-Thouars revient faire escale à Tahiti. Il s’allie alors avec des chefs de Tahiti hostiles aux Pōmare et favorables à un protectorat français. Il leur fait signer une demande de protectorat en l’absence de leur reine, avant d’obliger cette dernière à ratifier le traité de protectorat. Avant même que le traité ne soit ratifié par la France, Mourenhout est nommé commissaire royal auprès de la reine Pōmare.

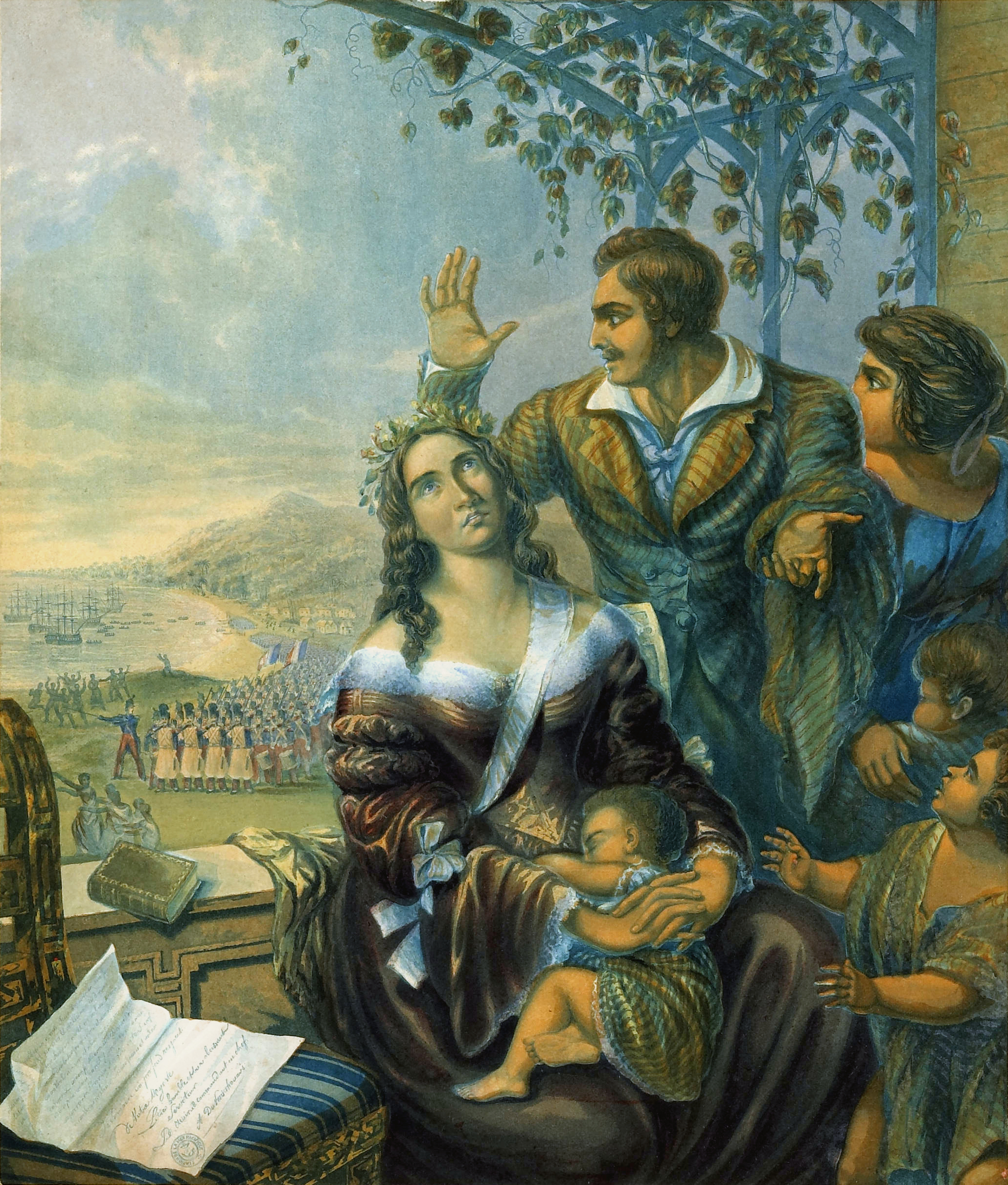
Pōmare IV et sa famille, devant l'arrivée des Français (1845)

Dans le cadre de ce traité, la France reconnaît la souveraineté de l’État tahitien. La reine est responsable des affaires intérieures, tandis que la France dirige les relations extérieures, et assure la défense et le maintien de l’ordre. Avec la signature du traité de protectorat débute une lutte d’influence entre les protestants anglais et les représentants de la République française. Pendant les premières années du protectorat, les protestants parviennent à conserver une grande emprise sur la société tahitienne, grâce à leur connaissance du pays et de sa langue.
Dès 1843, le conseiller protestant de la reine, Pritchard, convainc celle-ci d’arborer le drapeau tahitien à la place du drapeau du protectorat. En représailles, l’amiral Du Petit-Thouars déclare l’annexion du royaume Pōmare le 6 novembre 1843 et y installe le gouverneur Armand Joseph Bruat comme chef de la nouvelle colonie. L’annexion déclenche alors l’exil de la reine aux îles Sous le Vent, et après une période de troubles, c’est une véritable guerre franco-tahitienne qui débute en mars 1844. La guerre se termine en décembre 1846 en faveur des Français. La reine revient d’exil en 1847 et accepte de signer une nouvelle convention qui réduit considérablement ses pouvoirs au profit de ceux du commissaire. Les Français règnent désormais en maîtres sur le royaume de Tahiti. En 1863, ils mettent fin à l’influence britannique en remplaçant les missions protestantes britanniques par la Société des missions évangéliques de Paris.
À la même époque, environ un millier de Chinois, majoritairement hakka, sont recrutés à la demande d'un planteur de Tahiti, William Stewart, pour travailler dans la grande plantation de coton d'Atimaono. Lorsque l’entreprise fait faillite en 1873, certains travailleurs chinois rentrent dans leur pays, mais un groupe important reste à Tahiti et se mêle à la population.

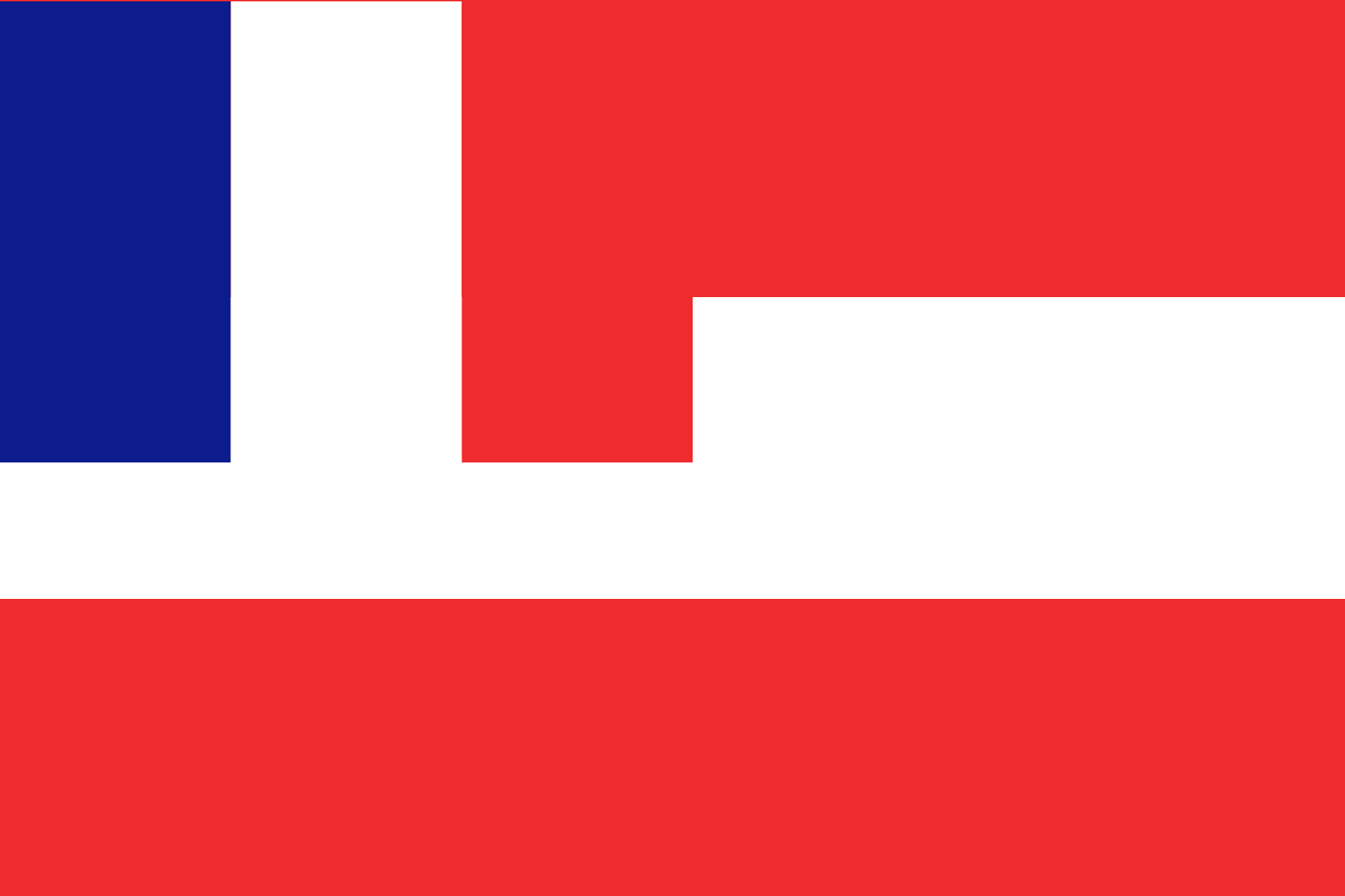
Drapeau du royaume de Tahiti sous le protectorat français (1844-1880)

En 1866 sont créés les conseils de districts, élus, qui se voient attribuer les pouvoirs des chefs traditionnels héréditaires. Dans le contexte de l'assimilation républicaine, ces conseils essaient malgré tout de protéger le mode de vie traditionnel des populations locales. Mais de façon générale, la société traditionnelle tahitienne subit une crise durable, les structures sociales anciennes ayant volé en éclats sous l’influence des missionnaires puis des républicains.

### Fin du royaume tahitien et de la dynastie des Pōmare

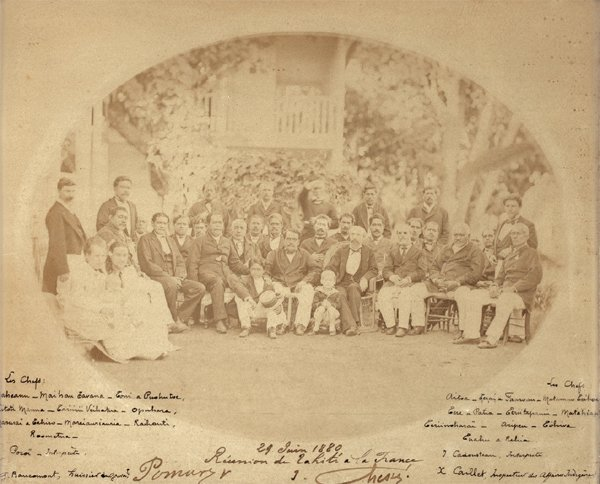
Photographie « officielle » de la réunion de Tahiti à la France, avec en son centre les deux protagonistes : Pōmare V et Isidore Chessé.

En 1877, la reine Pōmare meurt après 50 ans de règne. Son fils, Pōmare V, lui succède alors sur le trône. Le nouveau roi se montre peu investi dans les affaires du royaume, et lorsqu’en 1880 le gouverneur Chessé, soutenu par des chefs tahitiens, le pousse à abdiquer en faveur de la France, il accepte. Le 29 juin 1880, il cède à la France le royaume de Tahiti ainsi que les îles qui en dépendent. Devenue une colonie, Tahiti perd alors toute souveraineté. Tahiti est cependant une colonie particulière, puisque tous les sujets du royaume se voient accorder la citoyenneté française sans statut coutumier tel qu'il était pratiqué dans la plupart des colonies à la même époque,. Le 14 juillet 1881, sous les cris de « Vive la République », la foule célèbre l'appartenance de la Polynésie à la France lors du premier Tiurai (fête nationale et populaire). En 1890, Papeete devient une commune de la République.
En 1903, sont créés les Établissements français de l’Océanie, qui rassemblent Tahiti, les autres îles de la Société, les îles Australes, les îles Marquises et les Tuamotu.